# Ватченко Горпина Федосіївна
Горпи́на Федо́сіївна Ва́тченко (6 липня 1923, Катеринослав, нині Дніпро — 9 листопада 2004, Дніпропетровськ) — українська історикиня, заслужений працівник культури УРСР (1980).

## Життєпис
1948 року закінчила історичний факультет Дніпропетровського університету; з того ж року — науковий працівник Дніпропетровського історичного музею імені Дмитра Яворницького, в 1963—1983 p.р.— його директор.
У 1970-х роках підтримала разом з колективом Дніпропетровського історичного музею ідею вчителів-словесників Володимира Омеляновича Сандрикова і Євгена Яновича Біржака про створення музею «Літературне Придніпров'я».
Відстояла віднайдений школярами влітку 1973 року в с. Керносівка Новомосковського району  Керносівський ідол— його вже хотіли зберігати в Ермітажі. Можливо, в цьому їй допоміг брат, Олексій Ватченко, перший секретар обкому, член ЦК КПРС.
У 1960—1970 роках були спроби перевидати твори  у 4-5 томах забороненого в радянський час українського історика Дмитра Івановича Яворницького, чиє ім"я носив історичний музей. Горпина Феодсіївна попросила брата «пробити» цю справу. Після обіцянки допомогти музейники залучили київських та дніпропетровських науковців до роботи. Однак, коли праці з новими коментарями та поясненнями були готові до друку, Олексій Ватченко відмовив сестрі — боявся позбутися посади через неупереджені коментарі істориків.
Горпина Ватченко - лауреат Державної Шевченківської премії УРСР 1979 року — разом з Зуєвим, Коротковим, Ривіним, Бутом, Овечкіним, Прокудо — за комплекс Дніпропетровського історичного музею ім. Д. I. Яворницького.
Є авторкою книжок, путівників і статей з історії Дніпропетровська та Дніпропетровської області.
Часи її директорства вважаються ренесансом музею; з 33 тисяч музейних предметів, які були у фондах 1948 року, колекція зросла до майже 100 тисяч одиниць зберігання.